# Hiltpoltstein
Hiltpoltstein är en köping (Markt) i Landkreis Forchheim i Regierungsbezirk Oberfranken i förbundslandet Bayern i Tyskland.
Köpingen ingår i kommunalförbundet Gräfenberg tillsammans med staden Gräfenberg och kommunen Weißenohe.